# وينتورث ميلر
وينتوورث إيرل ميلر (بالإنجليزية: Wentworth Earl Miller) هو ممثل أمريكي من أصل بريطاني، وعارض، وكاتب سيناريو، ولد في 2 يونيو 1972. لمع نجمه بعد أدائه دور شخصية مايكل سكوفيلد في المواسم الخمسة من مسلسل بريزون بريك الذي أنتجته شبكة فوكس التلفزيونية، وعليه ترشح جائزة الغولدن غلوب لأفضل ممثل - مسلسل تلفزيوني دراما. كان أول سيناريو يقوم بكتابته هو سيناريو فيلم ستوكر في عام 2013.

## طفولته
ولد وينتورث ميلر في إنجلترا، وترعرع في بروكلين - نيويورك وتخرّج من جامعة برينستون، والده بريطاني - أمريكي مدرّس للمحاماة، ووالدته من أصول سورية وتحمل الجنسية الفرنسية وهي مدرّسة خاصة. ولدى وينتورث شقيقتان جيليان وليا. واعترف وينتوورت ميلر بأنه حاول الانتحار في 16 من عمره بسبب مثليّته وخوفه من مصارحة العالم بحقيقته.

## سيرته الذاتية
تخرج من معهد برينستون من قسم أدب إنجليزي. انتقل في عام 1995 إلى لوس أنجلوس ساعيا لتحقيق حلم طفولته بالتمثيل، بعد عدة سنوات حصل عدة أدوار ثانوية، في عدد من المسلسلات مثل بافي.
ور
قام بتمثيل دور كولمين سيلك في فيلم صبغة إنسانية والذي مثل فيه دور البرفسور سيلك الممثل البريطاني أنتوني هوبكنز.

## متفرقات
- والده محامي متخرج من جامعة ييل تختلط فيه دماء أفريقية، جمايكية، يهودية ألمانية، وقبيلة الشيروكي الهندية الحمراء
- والدته متخرجة أيضاً من جامعة يال، تختلط فيها دماء روسية، فرنسية، هولندية، وسورية.
- الأخ الأكبر ل3 اشقاء و3 شقيقات.
- هو الثالث بعد والده وجده الذي يحمل اسم وينتورث.
- أستغرق وضع مكياج الوشم الذي ظهر فيه بمسلسل بريسون بريك، 200 ساعة. راسم الوشم اسمه شادو.

## روابط خارجية
- وينتوورث ميلر على موقع IMDb (الإنجليزية)
- وينتوورث ميلر على موقع ميتاكريتيك (الإنجليزية)
- وينتوورث ميلر على موقع روتن توميتوز (الإنجليزية)
- وينتوورث ميلر على موقع قاعدة بيانات الأفلام العربية
- وينتوورث ميلر على موقع ألو سيني (الفرنسية)
- وينتوورث ميلر على موقع ميوزك برينز (الإنجليزية)
- وينتوورث ميلر على موقع تيرنر كلاسيك موفيز (الإنجليزية)
- وينتوورث ميلر على موقع أول موفي (الإنجليزية)
- وينتوورث ميلر على موقع قاعدة بيانات الأفلام السويدية (السويدية)
- وينتوورث ميلر على موقع إن إن دي بي (الإنجليزية)